# Lời nguyền

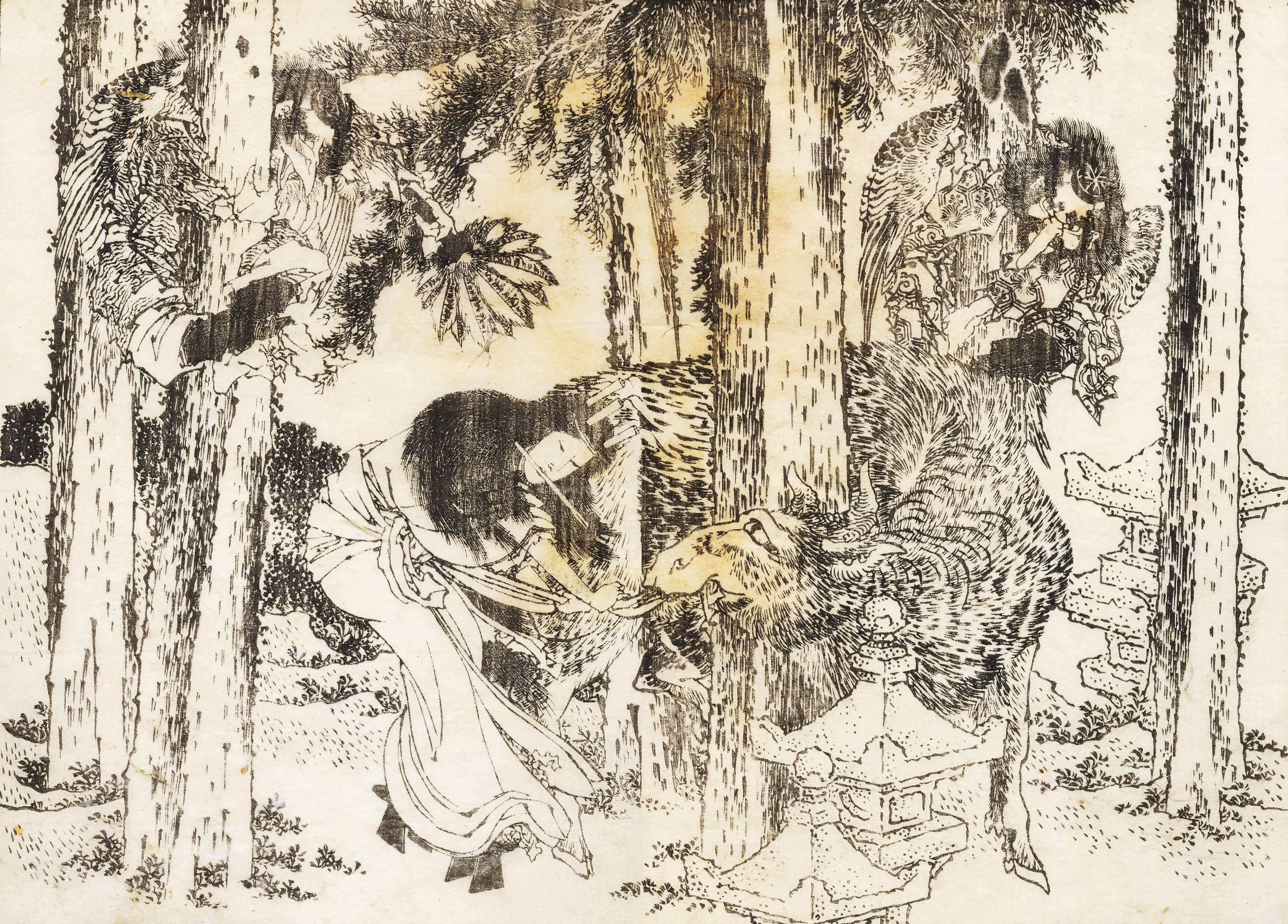
Một người phụ nữ thực hiện nghi lễ nguyền rủa (Hokusai)

Một Lời nguyền là một sự bày tỏ lời ước của một người đến một người khác hay dòng họ khác những điều bất hạnh và đau khổ. Sự đặc thù, lời nguyền có thể giáng xuống các sự xui xẻo như là làm bị thương hoặc bị giết chết bởi một sức mạnh vô hình, có thể được coi như thần chú, Lời cầu nguyện thường liên quan tới Phù thủy, Chúa, Pháp Sư hoặc Linh hồn. Trong nhiều loại đức tin vào các vị thần linh khác nhau, lời nguyền đi cùng với nghi lễ, nó được coi là tạo nên sức mạnh bí ẩn vô hình, siêu nhiên dẫn tới hậu quả xấu.. Lời nguyền có thể là nghịch đảo của Lời chúc phúc.